# Jesús María Bianco (periodista)
Jesús María Bianco (Caracas, Venezuela, 1790-Maiquetía, 5 de julio de 1849) fue un periodista venezolano.

## Biografía
Hijo de Nicolás Bianco y doña Carmen Torres, cursó estudios en la Real Universidad Pontificia de Caracas, fue humanista, filósofo, crítico literario, periodista educador, y funcionario público. Existe controversia con relación a su vida; varios historiadores afirman que fue condiscípulo del Libertador Simón Bolívar, Los Montillas y los Ayalas, probablemente en la escuela de las Primeras Letras de Simón Rodríguez. 
Es considerado como el fundador del periodismo literario en Venezuela. Los últimos años de su vida los pasó en una estancia de la poesía cerca de Maiquetía, donde falleció. 
Sus restos reposan en el Panteón Nacional desde el 16 de agosto de 1889.

## Cargos ocupados
- Oficial Primero de la Gobernación de Guayana.
- Secretario de la Intendencia de Guayana.
- Vice secretario del Cuerpo Legislativo.
- Secretario del Sr. Francisco Antonio Zea.
- Redactor de la Gaceta de Caracas y del Correo del Orinoco.
- Administrador de la Aduana de Coro.
- Comisionado para formar los Elementos de Gramática, Castellano, Aritmética en la Sociedad de la Concordia.
- Examinador de los Candidatos que darían cátedras de Literatura y gramática en la Universidad Central de Venezuela (UCV)